# سیارک ۸۹۸۶
سیارک ۸۹۸۶ (به انگلیسی: 8986 Kineyayasuyo، نامگذاری:1978VN2) هشت هزار و نهصد و هشتاد و ششمین سیارک کشف شده‌است که در ۱ نوامبر ۱۹۷۸ کشف شد.
قدر مطلق سیارک برابر ۱۳٫۱۰ است.